# Zac Purchase
Zac Purchase, född den 2 maj 1986 i Cheltenham i Storbritannien, är en brittisk roddare.
Han tog OS-silver i lättvikts-dubbelsculler i samband med de olympiska roddtävlingarna 2012 i London.

## Utmärkelser
- Riddare av Brittiska imperieorden,  2009

[Redigera Wikidata]